# Campeonato Roraimense de Futebol de 2016
O Campeonato Roraimense de Futebol de 2016 foi a 61.ª edição do futebol do estado de Roraima. O Campeonato começou dia 2 de abril e terminou dia 28 de maio, contou com 4 clubes. O campeão ganha vaga na Série D de 2017. Copa do Brasil de 2017, Copa Verde de Futebol de 2017 e os dois primeiros colocados da Taça Boa Vista (1º turno) disputarão a Série D de 2016.

## Primeiro Turno (Taça Boa Vista)

### Final do Primeiro Turno
| 23 de abril | Náutico-RR | 0 – 1 | Baré              | Estádio Ribeirão, Boa Vista |
| 18:30       |            |       | 71' Thiago Paraná | Árbitro: RR                 |

| Náutico-RR | Baré |

#### Premiação
| Taça Boa Vista 2016      |
| ------------------------ |
|                          |
| Baré Campeão (5º título) |

## Segundo Turno (Taça Roraima)

### Final do Segundo Turno
| 21 de maio | São Raimundo | 1 – 1 | Náutico-RR    | Estádio Ribeirão, Boa Vista |
| 18:30      | Alex 83'     |       | 67' Wellinton | Árbitro: RR                 |

|  |       | Penalidades |
|  | 5 – 4 |             |

| São Raimundo | Náutico-RR |

### Premiação
| Taça Roraima 2016                |
| -------------------------------- |
|                                  |
| São Raimundo Campeão (4º título) |

## Final do Estadual

### Final
| 28 de maio | Baré                    | 2 – 2 | São Raimundo           | Estádio Ribeirão, Boa Vista |
| 17:00      | Cacau 36' · Tubarão 80' |       | 53' David · 66' Gilson | Árbitro: RR                 |

|  |       | Penalidades |
|  | 2 – 3 |             |

| Baré | São Raimundo |

## Premiação
| Campeão Estadual de Roraima de 2016 Representante RR na Série D 2017 Representante RR na Copa do Brasil de 2017 Representante RR na Copa Verde de 2017 |
| --- |
| |
| São Raimundo (7º título) |

| Vice Campeão: | Terceiro colocado: | Quarto colocado: |
| ------------- | ------------------ | ---------------- |
| Baré          | Náutico-RR         | Atlético Roraima |